# Jausiers
Jausiers (okcitánsky /vivaro-alpin/: Jausièr) je vesnice ve Francii. Leží v Alpách v údolí Ubaye; v regionu Provence-Alpes-Côte d'Azur, départementu Alpes-de-Haute-Provence. Obyvatelé se nazývají Jausiérois.

## Partnerská města
- Arnaudville, Louisiana, Spojené státy americké